# Temiang (Bukit Batu)
Temiang is een bestuurslaag in het regentschap Bengkalis van de provincie Riau, Indonesië. Temiang telt 1265 inwoners (volkstelling 2010).